# Tall ad-Daman
Tall ad-Daman (arab. تل الضمان) – miasto w Syrii, w muhafazie Aleppo. W 2004 roku liczyło 872 mieszkańców.